# Ваклин Церковски
Ваклин Начков Церковски е опълченец-поборник и български военен деец, генерал-майор, командир на 18-и пехотен етърски полк и на 1-ва и 3-та бригада от 4-та пехотна преславска дивизия.

## Биография
Ваклин Церковски е роден на 19 октомври 1858 г. в с. Църква (днес кв. Даскалово в Перник). През Руско-турската война (1877—1878) участва като доброволец в Българското опълчение. На военна служба постъпва на 12 декември 1878 година. През 1879 година завършва първия випуск Военното училище в София и на 10 май е произведен в чин подпоручик. Зачислен в 1-ва конна сотня. През 1880 г. е в Гвардейския конен конвой на княз Александър I. Същата година е награден с Военен орден „За храброст“ IV ст. получен за участието му в Руско-турската война (1877—1878). В периода от 17 декември 1881 до 22 януари 1882 г. е причислен към запаса.
През 1882 г. постъпва в Пазарджишката дружина на Източнорумелийската милиция. На 12 октомври 1883 г. е повишен звание поручик. На 9 септември 1885 г. е ротмистър и назначен за е командир на полуескадрон от Доброволческия ескадрон. Служи в 15-и пехотен ломски полк и като помощник-командир на 17-и пехотен доростолски полк. От 1900 г. е командир на 10-и пехотен резервен полк в Ловеч, на 2 май 1902 г. е произведен в чин полковник, а в периода (25 януари 1903—21 май 1905) е командир на 18-и пехотен етърски полк. От 1905 е командир на 1-ва бригада от 4-та пехотна преславска дивизия. На 17 ноември 1907 г. е повишен в генералско звание генерал-майор и същия ден преминава в запаса.

### Балкански войни (1912—1913)
През Балканската война (1912—1913) е командир на 3-та бригада на 4-та пехотна преславска дивизия. Участва в превземането на крепостта Лозенград. През Междусъюзническата война (1913) със своята бригада участва в боевете срещу сърбите при Султантепе.

## Военни звания
- Прапоршчик (10 май 1879)
- Подпоручик (1 ноември 1879, преименуван)
- Поручик (12 октомври 1883)
- Капитан (9 ноември 1885)
- Майор (8 август 1887)
- Подполковник (2 август 1892)
- Полковник (2 май 1902)
- Генерал-майор (17 ноември 1907)

## Награди
- Военен орден „За храброст“ IV ст. (1880)
- Княжеский орден „Св. Александър“ V ст. (1888)
- Знак „За 10 години отлична служба“ (1892)
- Народен орден „За заслуга“ (1895)
- Княжеский орден „Св. Александър“ IV ст. (1900)
- Знак „За 20 години отлична служба“ (1902)